# میلن (ویرجینیای غربی)
میلن (به انگلیسی: Millen) یک منطقهٔ مسکونی در ایالات متحده آمریکا است که در شهرستان همپشر، ویرجینیای غربی واقع شده‌است.